# Michel Aufray
Pour les articles homonymes, voir Aufray.
Cet article possède un paronyme, voir Michel Onfray.
Michel Aufray, né le 2 mai 1949 à Mamers (Sarthe) et mort le 22 août 2007 à Chalamont (Ain) dans un accident de la route, est un linguiste français.

## Biographie
Il est professeur à l'Institut national des langues et civilisations orientales (INALCO), spécialiste de linguistique comparative austronésienne et des langues du Pacifique, ainsi que des cultures orales. Diplômé en langues scandinaves et en langues océaniennes, il est titulaire d'un doctorat de 3e cycle en linguistique et d'un doctorat d'État soutenu en 2000 avec une thèse intitulée Les littératures océaniennes : approche syntaxique et stylistique sous la direction de Jacqueline de La Fontinelle.
Après dix ans comme technicien au CNRS (1972-1982) puis comme responsable scientifique de l’Institut culturel mélanésien et de l’Office culturel, scientifique et technique canaque (1982-1984) intégré depuis 1988 dans l'Agence de développement de la culture kanak (ADCK), il devient enseignant à l'INALCO (maître de conférences puis professeur des universités) en linguistique et littérature du Pacifique. Après l’ouverture en 1999 d’une filière de langues et cultures régionales à l’université de la Nouvelle-Calédonie, il y va régulièrement pour des missions de formation et d'encadrement des étudiants en langues kanak et polynésiennes. Il assure des cours de bichelamar, littérature orale et linguistique océanienne ainsi que de linguistique générale suivis par des étudiants des différents départements de l'INALCO.
Il meurt le 22 août 2007 dans un accident de la circulation sur une route de campagne à proximité de Chalamont, dans l'Ain,.